# Incontri internazionali di rugby a 15 di fine anno 1980
Nel rugby a 15 è tradizione che a fine anno (ottobre-dicembre) si disputino una serie di incontri internazionali che gli europei chiamano "Autumn International" e gli appassionati dell'emisfero sud "Springtime tour". In particolare le nazionali dell'emisfero Sud, a fine della loro stagione si recano in tour in Europa.

## Tour
- -  Giappone in Europa: due test con Paesi Bassi e Francia, persi entrambi

| Hilversum 4 ottobre 1980 | Paesi Bassi | 15 – 13 | Giappone |  |

| Tolosa 19 ottobre 1980 | Francia XV | 23 – 3 | Giappone |  |

- -  Sud Africa in Sudamerica: il Sudafrica, per superare il boicottaggio che isolava anche a livello rugbystico il paese, a causa dell'apartheid, si recò in tour in Sudamerica, affrontando tra l'altro l'Argentina, camuffata da "Selezione del Sudamerica"

| Asunción 9 ottobre 1980 | Paraguay | 6 – 84 | Sudafrica XV |  |

| Montevideo 18 ottobre 1980 | Sud America | 13 – 22 | Sudafrica | (Wanderers) |

| Santiago del Cile 25 ottobre 1980 | Sud America | 16 – 30 | Sudafrica |  |

- -  Romania in Irlanda:

| Dublino 18 ottobre 1980 | Irlanda XV | 13 – 13 | Romania |  |

- -  Francia in Sudafrica:

| Pretoria 8 novembre 1980 | Sudafrica | 37 – 15 | Francia |  |

- -   Nuova Zelanda in Nord America e Galles

| San Diego,CA 8 ottobre 1980 | Stati Uniti | 6 – 53 | Nuova Zelanda XV |  |

| Vancouver 11 ottobre 1980 | Canada | 10 – 43 | Nuova Zelanda XV |  |

| Cardiff 1º novembre 1980 | Galles | 3 – 23 | Nuova Zelanda | Arms Park |

## Altri test
| Belgrado 18 ottobre 1980 | Jugoslavia XV | 10 – 24 | Croazia |  |

| Vanersborg 19 ottobre 1980 | Svezia U23 | 20 – 0 | Norvegia |  |

| Anversa 25 ottobre 1980 | Paesi Bassi | 3 – 25 | Belgio |  |